# كينجوشوك ديبناث
كينجوشوك ديبناث (7 مايو 1985 بكلكتا في الهند - ) هو لاعب كرة قدم هندي في مركز الدفاع. شارك مع منتخب الهند لكرة القدم. أما مع النوادي، فقد لعب مع مومباي سيتي ونادي موهون باغان وUnited SC ‏ ونادي محمدان وأتلتيكو كلكتا.

## وصلات خارجية
- كينجوشوك ديبناث على موقع قاعدة بيانات كرة القدم.إي يو (الإنجليزية)
- كينجوشوك ديبناث على موقع Soccerway.com (الإنجليزية)